# Bahnhof Nemuro
Der Bahnhof Nemuro (jap. 根室駅, Nemuro-eki) ist ein Bahnhof auf der japanischen Insel Hokkaidō. Er befindet sich in der Unterpräfektur Nemuro auf dem Gebiet der Stadt Nemuro.

## Beschreibung
Nemuro ist der östliche Endpunkt der Nemuro-Hauptlinie, die von Takikawa über Obihiro und Kushiro hierher führt und von der Gesellschaft JR Hokkaido betrieben wird. Der im Stadtzentrum gelegene Bahnhof ist von Osten nach Westen ausgerichtet und besitzt drei Gleise, wobei nur jenes am Hausbahnsteig für den Personenverkehr genutzt wird. Das Empfangsgebäude steht am Nordrand der Anlage. Die Strecke endet nicht im eigentlichen Bahnhof, sondern führt noch etwa 200 Meter weiter westwärts zu einem stumpf endenden Abstellgleis. Aus diesem Grund ist Nemuro betrieblich kein Kopfbahnhof, sondern ein Durchgangsbahnhof. Östlich des Bahnhofs sind zwei Depots mit je zwei Gleisen angeordnet.
Von Nemuro aus verkehren alle zwei bis drei Stunden Regionalzüge nach Kushiro, hinzu kommen einmal täglich die Eilzüge Nosappu und Hanasaki. Der Bahnhofsvorplatz ist der Standort des zentralen Busterminals der Gesellschaft Nemuro Kōtsū, die mehrere Stadt- und Regionallinien sowie Fernbusse nach Kushiro und Sapporo betreibt.

## Bilder

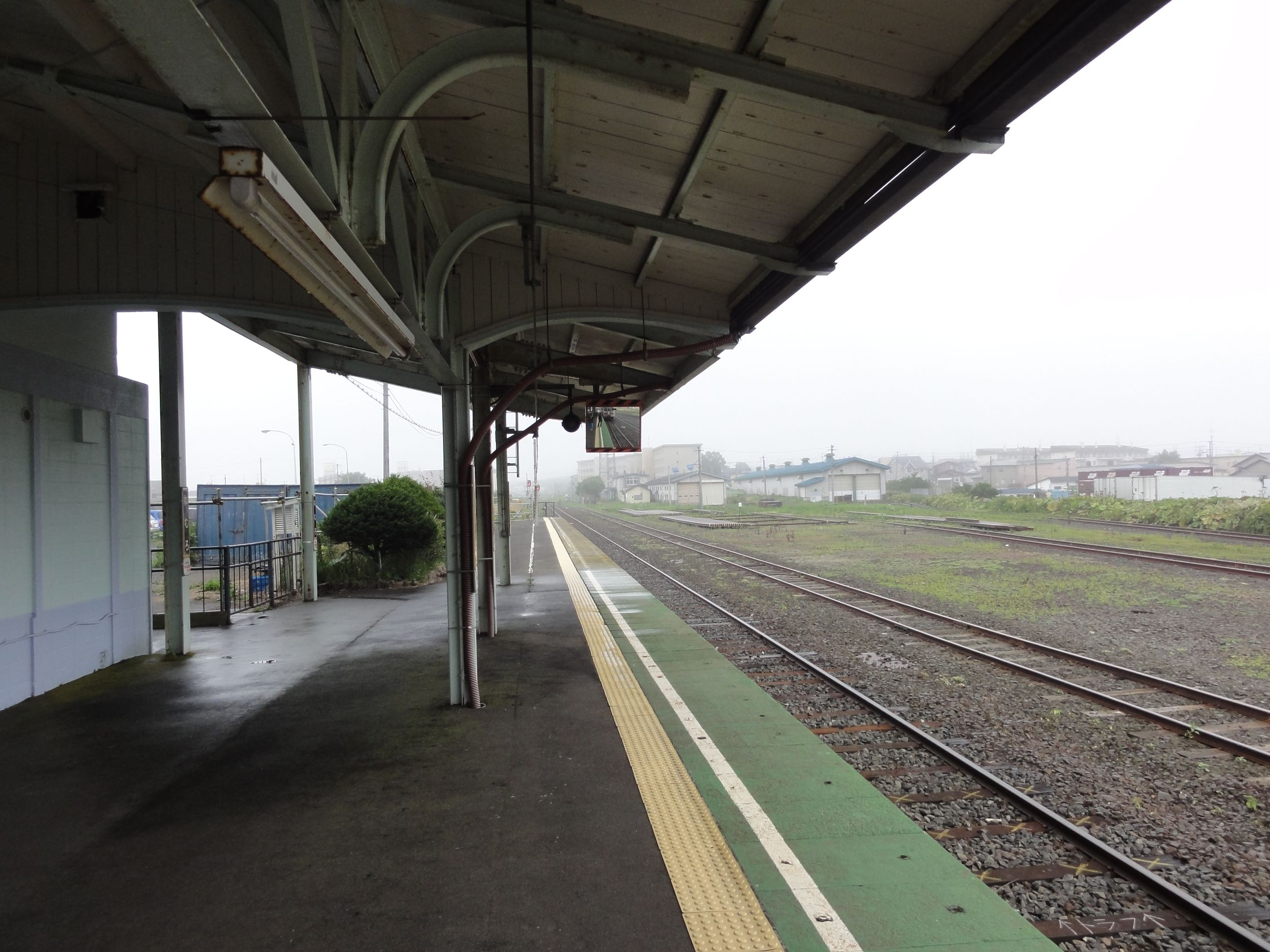
Bahnsteig
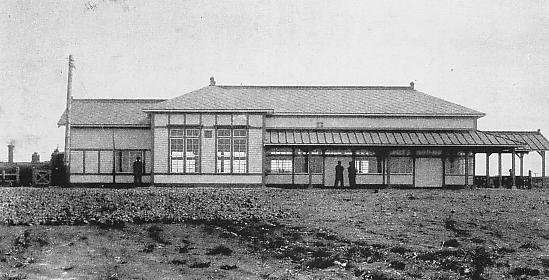
Bahnhof Nemuro (ca. 1930)
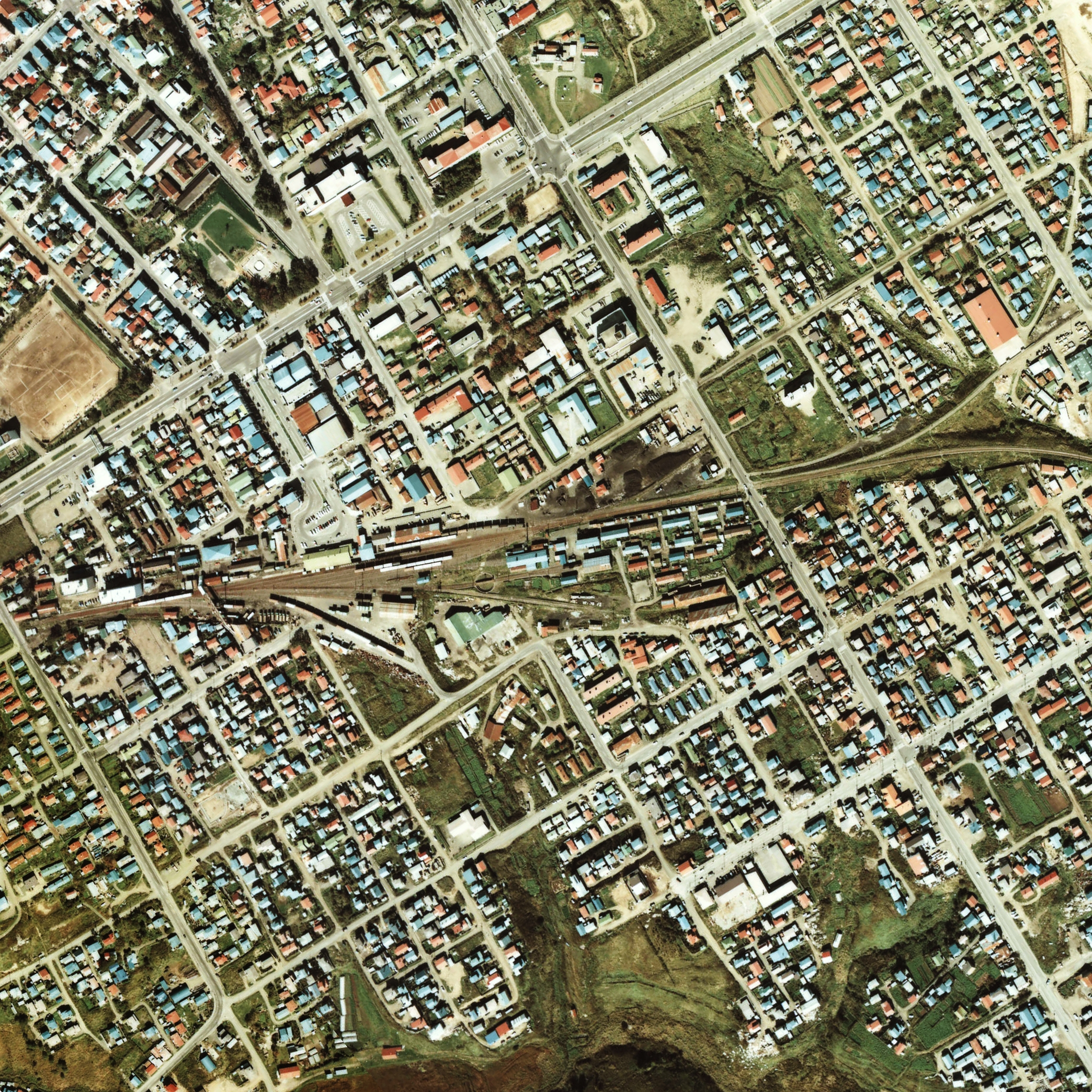
Luftansicht (1978)
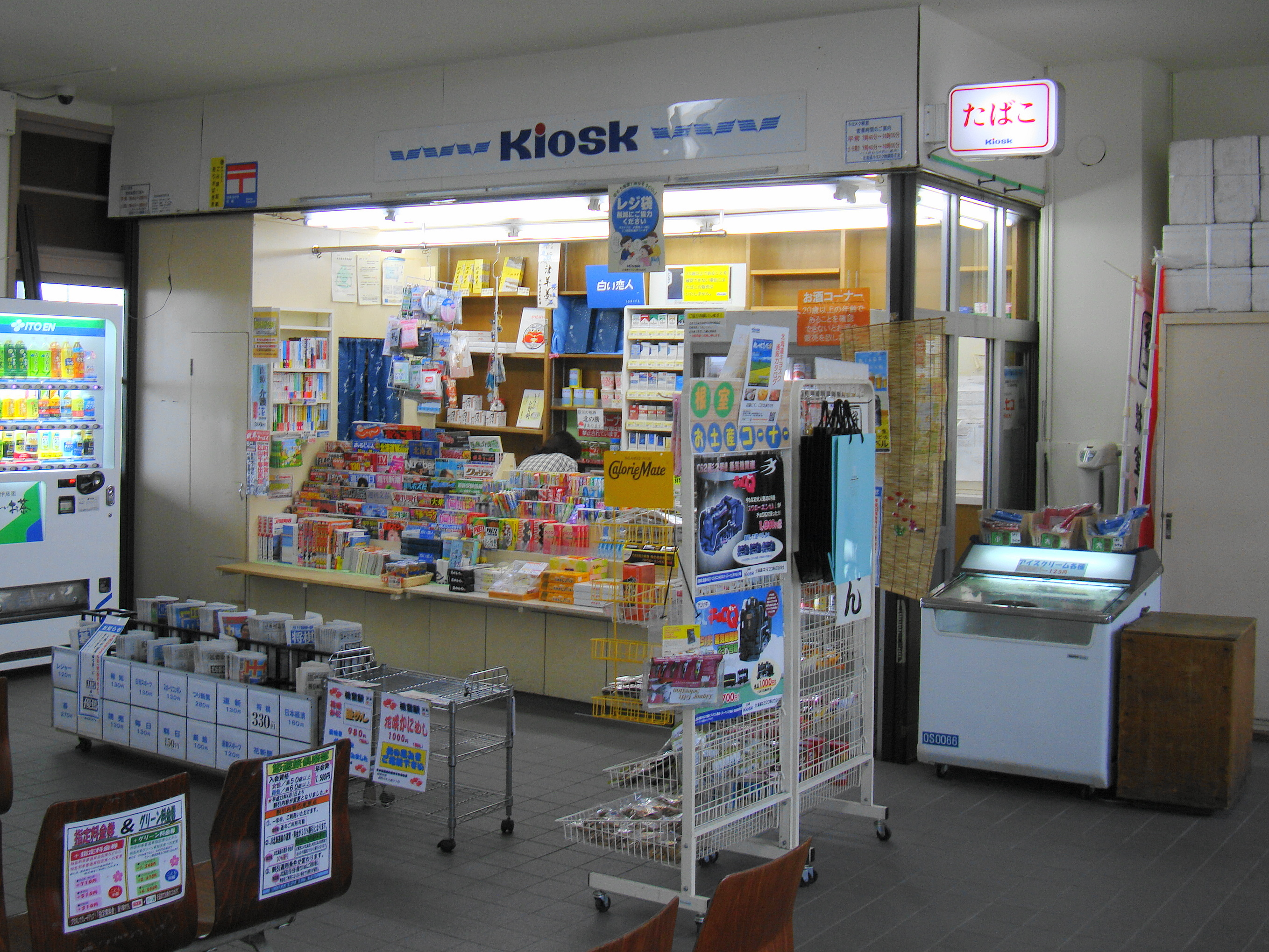
Bahnhofkiosk
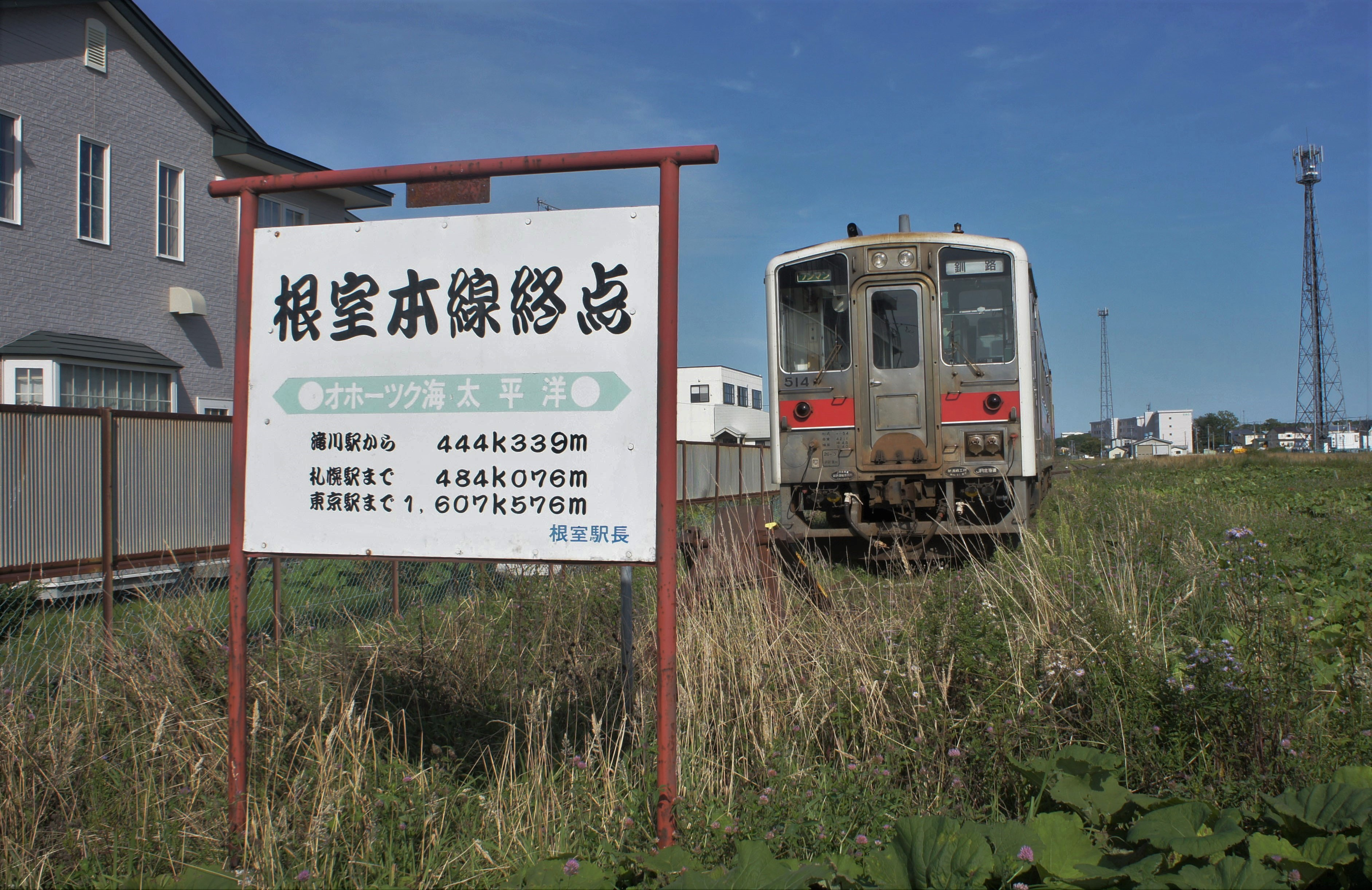
Streckenende der Nemuro-Hauptlinie (September 2018)

## Linien
| Verlauf der Nemuro-Hauptlinie |
| --- |
| Westlicher Abschnitt: Takikawa • Higashi-Takikawa • Akabira • Moshiri • Hiragishi • Ashibetsu • Kami-Ashibetsu • Nokanan • Furano Östlicher Abschnitt: Shintoku • Tokachi-Shimizu • Mikage • Memuro • Taisei • Nishi-Obihiro • Hakurindai • Obihiro • Satsunai • Makubetsu • Toshibetsu • Ikeda • Tōfutsu • Toyokoro • Shin-Yoshino • Urahoro • Atsunai • Ombetsu • Shiranuka • Nishi-Shoro • Shoro • Otanoshike • Shin-Otanoshike • Shin-Fuji • Kushiro • Higashi-Kushiro • Musa • Beppo • Kami-Oboro • Oboro • Monshizu • Akkeshi • Chanai • Hamanaka • Anebetsu • Attoko • Bettoga • Ochiishi • Konbumori • Nishi-Wada • Higashi-Nemuro • Nemuro |

## Geschichte
Das Eisenbahnministerium eröffnete am 5. August 1921 den Streckenabschnitt zwischen Nishi-Wada und Nemuro, womit der Bau der Nemuro-Hauptlinie abgeschlossen war. Der Bahnhof war damals mit Wasserkran, Lokomotivschuppen und Drehscheibe ausgestattet. Am 12. August 1934 folgte die Eröffnung einer 2,6 km langen Zweigstrecke zum Hafen von Nemuro, die dem Güterverkehr diente. Da es keine direkte Anbindung gab, mussten die Güterzüge im Bahnhof Nemuro Kopf machen. Die Hafenbahn wurde am 1. Oktober 1964 stillgelegt.
Aus Kostengründen stellte die Japanische Staatsbahn am 1. Februar 1984 den Güterumschlag ein, am 1. November 1986 auch die Gepäckaufgabe. Im Rahmen der Staatsbahnprivatisierung ging der Bahnhof am 1. April 1987 in den Besitz der neuen Gesellschaft JR Hokkaido über.